# La Compôte
La Compôte é uma comuna francesa na região administrativa de Auvérnia-Ródano-Alpes, no departamento de Saboia. Estende-se por uma área de 7,57 km². Em 2010 a comuna tinha 267 habitantes (densidade: 35,3 hab./km²).